# Palaos
Pour les articles homonymes, voir Palau et Belau.
République des Palaos
(pau) Beluu er a Belau 
(en) Republic of Palau 
Les Palaos (/pa.la.o(s)/), en forme longue la république des Palaos (en paluan : Belau et Beluu er a Belau ; en anglais : Palau et Republic of Palau), est un pays d'Océanie situé en Micronésie, à l'est de Mindanao (Philippines), au nord de la Nouvelle-Guinée occidentale (Indonésie), à l'ouest des États fédérés de Micronésie et occupant l'extrémité occidentale de l'archipel des Carolines.
Le pays est découpé en seize États répartis sur environ 340 îles dont seulement quelques-unes sont habitées. La plus grande, Babeldaob, abrite dix des seize États, l'aéroport international Roman-Tmetuchl et la capitale, Melekeok,, dans l'État de Melekeok. L'ancienne capitale, Koror, occupe l'île du même nom et abrite plus de la moitié de la population du pays, faisant d'elle sa plus grande ville. Les Palaos obtiennent leur indépendance le 1er octobre 1994 des États-Unis qui avaient reçu un mandat des Nations unies. Le tourisme représente l'essentiel de l'activité économique. Pionnier en matière de sauvegarde des fonds marins, ce petit pays de Micronésie a fait de ses eaux un sanctuaire.
Avec ses eaux à 29 °C toute l'année, la république des Palaos abrite une grande variété d'espèces sous-marines. La défense absolue de l'environnement est inscrite dans la Constitution de cet État depuis son indépendance. Elle est même enseignée dès l'école primaire. En septembre 2009, devant l'assemblée des Nations unies, le président Johnson Toribiong avait annoncé la création du premier sanctuaire de requins au monde. En 2010, lors de la conférence des Nations unies sur la diversité biologique, le ministre de l'Environnement des Palaos, Harry Fritz, proclamait la naissance d'une autre réserve marine, destinée cette fois à protéger les baleines, dauphins et dugongs. Les territoires de pêche sont depuis longtemps délimités, et les saisons halieutiques définies, avec des fermetures correspondant aux époques de frai.

## Toponymie

### Étymologie
Le nom Palaos en paluan, Belau, dérive soit du mot paluan pour « village » , beluu, soit de aibebelau, qui veut dire « réponses indirectes ».

### Histoire
Les premiers Européens à baptiser les Palaos sont les Espagnols au XVIe siècle sous le toponyme Islas Pais o Palaos basé sur Pais ou Fais, une île d'où les autochtones disent venir. Les autres nations européennes se fondent sur ce toponyme et le traduisent en « îles Palaos » pour les Français et Pelew Islands pour les Britanniques en 1788 lorsque George Keate compilait l'ouvrage An Account of the Pelew Islands, situated in the Western part of the Pacific Ocean d'après Henry Wilson. Ces formes sont confirmées par des géographes comme les Français Jules Dumont d'Urville et Louis Isidore Duperrey, ainsi que le Russe Johann Adam von Krusenstern.
Toujours en se basant sur ce premier toponyme, la forme sans pluriel apparaît lorsque les îles deviennent allemandes en 1899 puis japonaises en 1914. Cette forme au singulier avec un -u final à la place du -o est due à la prononciation en japonais et en allemand bien que dans cette dernière langue, la forme écrite -au se prononce /aʊ/, diphtongue souvent décrite comme étant prononcée /ao/, et qu'en japonais la forme attestée パラオ (qui se lit [palao]) devrait être correctement translittérée Parao en écriture latine et non Palau[réf. nécessaire]. Lorsque les Américains conquièrent les îles Palaos et les intègrent dans le territoire sous tutelle des îles du Pacifique au lendemain de la Seconde Guerre mondiale, ils reprennent cette forme au singulier et la généralisent dans le monde anglophone, faisant tomber la forme Pelew en désuétude.
Avec l'évolution du statut des îles Palaos qui gagnent en autonomie en 1979 et accèdent à l'indépendance en 1994, le paluan devient langue officielle et des formes voient le jour dans cette langue. Ainsi, le toponyme Belau est construit afin de retranscrire, selon la graphie anglaise et le plus fidèlement possible, la prononciation locale du nom du pays qui est [bə.lɑʊ].
L'officialisation de ce toponyme en paluan provoque une hésitation des institutions internationales et des différents pays sur la forme à utiliser, l'ancienne translittération étant partout acceptée et reconnue d'autant plus qu'elle est encore utilisée par le gouvernement palaois dans ses documents, publications et communiqués.
Concernant la langue française, les institutions françaises, telles que le ministère français des affaires étrangères et la commission de toponymie de l'Institut national de l'information géographique et forestière[réf. nécessaire], les organisations internationales du système des Nations unies, telles que l'ONU (la division francophone du groupe d'experts des Nations unies pour les noms géographiques, GENUNG), ses institutions spécialisées, telles que l'UNESCO et la FAO d'autres organisations internationales, telles que l'OMC, et les spécialistes francophones de l'Océanie[Lesquels ?] et de la Micronésie, réunis notamment dans la Société des océanistes, utilisent « Palaos » plutôt que « Belau » dans leurs documents officiels en français.[réf. nécessaire]

## Géographie

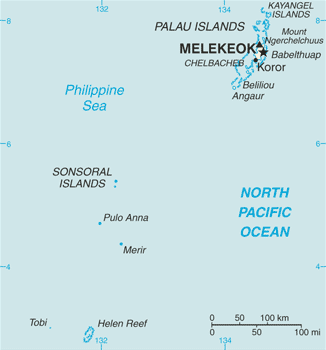
Carte des Palaos.

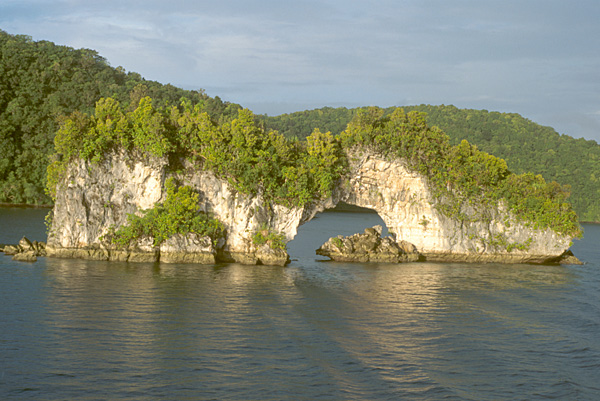
Paysage des îles Chelbacheb.

### Localisation
Situées en Micronésie, les Palaos se situent dans l'Ouest de l'Océanie, essentiellement en mer des Philippines, puisque seules les îles de Puro, Melieli, Hatohobei et l'atoll d'Helen Reef se trouvent dans l'océan Pacifique. Elles sont entourées par les îles Mariannes au nord-est, les États fédérés de Micronésie à l'est, la Nouvelle-Guinée occidentale (Indonésie) au sud et Mindanao (Philippines) à l'ouest. La capitale, Melekeok, se trouve à 445 km à l'ouest-sud-ouest de Yap, un des États fédérés de Micronésie, 997 km à l'est de Davao, dans l'île de Mindanao  (Philippines) et 1 481 km au sud-ouest de Saipan, aux Mariannes du Nord.

### Géologie
Les Palaos regroupent un ensemble d'îles faisant partie des îles Carolines. Pourtant, du point de vue géologique, les Palaos constituent un archipel indépendant, appartenant à une ligne de récifs coralliens d'orientation différente (du nord-nord-est vers le sud-sud-ouest) du reste des îles Carolines (plutôt est-ouest). De plus, ces dernières sont nettement séparées des Palaos à leur extrémité ouest par une fosse océanique pouvant atteindre par endroits 7 000 mètres de profondeur. Par conséquent, ces deux archipels ne sont pas non plus sur la même plaque tectonique : les Palaos (avec Yap) appartiennent à la plaque philippine et marquent une zone de plaques convergentes, tandis que les autres Carolines dépendent de la plaque pacifique et représentent (à l'exception de l'île Yap) la partie émergée d'une ride océanique (Caroline islands ridge), non loin d'une limite de deux plaques transformantes. Enfin, les Palaos se situent en mer des Philippines, tandis que les îles Carolines font partie de l'océan Pacifique.

### Topographie
La plus grande île est Babeldaob où se trouvent dix des seize États du pays, l'aéroport international Roman-Tmetuchl et la capitale Melekeok,. Elle est reliée par le pont de Koror-Babeldaob à l'île de Koror. Sur celle-ci se trouve Koror, l'ancienne capitale et plus grande ville du pays. L'île de Koror et quelques autres îles proches habitées forment l'État de Koror avec les îles Chelbacheb. Cet archipel est composé de 250 à 300 îles inhabitées se présentant tantôt sous la forme de pitons rocheux escarpés, tantôt sous la forme d'îles allongées parsemées de lacs. Ces îles sont la principale destination touristique des Palaos en raison de leurs sites de plongée sous-marine réputés dans le monde comme celui du lac aux Méduses peuplé d'une colonie de ces animaux. De part et d'autre de cet ensemble d'îles formé par Babeldaob et les îles Chelbacheb se trouvent les îles de Kayangel au nord et de Peleliu et Angaur au sud. Plus éloignées de ce groupe d'îles principales se trouvent les îles de Sonsorol, Pulo Anna, Merir, Hatohobei ainsi que d'autres îles inhabitées.

### Subdivisions
Les Palaos sont divisés en seize États :
| État                   | Capitale     | Superficie (km2) | Population (Census 2015) |
| ---------------------- | ------------ | ---------------- | ------------------------ |
| Nord de Babeldaob      |              |                  |                          |
| Kayangel               | Orukei       | 3                | 54                       |
| Babeldaob              |              |                  |                          |
| Aimeliik               | Mongami      | 52               | 334                      |
| Airai                  | Ngerusar     | 44               | 2455                     |
| Melekeok               | Melekeok     | 28               | 277                      |
| Ngaraard               | Ulimang      | 36               | 413                      |
| Ngarchelong            | Mengellang   | 10               | 316                      |
| Ngardmau               | Urdmang      | 47               | 185                      |
| Ngeremlengui           | Imeong       | 65               | 350                      |
| Ngatpang               | Ngereklmadel | 47               | 282                      |
| Ngchesar               | Ngersuul     | 41               | 291                      |
| Ngiwal                 | Ngerkeai     | 26               | 282                      |
| Sud-ouest de Babeldaob |              |                  |                          |
| Angaur                 | Ngaramasch   | 8                | 119                      |
| Koror                  | Ngerbeched   | 65               | 11444                    |
| Peleliu                | Kloulklubed  | 13               | 484                      |
| Îles du sud-ouest      |              |                  |                          |
| Hatohobei              | Hatohobei    | 3                | 25                       |
| Sonsorol               | Dongosaru    | 3                | 40                       |

## Histoire
Les Palaos sont habitées entre le troisième et le deuxième millénaire avant notre ère, par des populations vraisemblablement en provenance des Philippines ou de l'Insulinde.
Les Espagnols voient Sonsorol pour la première fois le 6 mai 1522, quand le bateau de la circumnavigation Magellan-Elcano, le Trinidad (en), arrive au loin des deux petites îles près du 5e parallèle nord. Elles sont nommées San Juan par les missionnaires à bord du bateau. Peleliu, Babeldaob, et Koror sont aperçues par les Européens pour la première fois lors de l'expédition espagnole de Ruy López de Villalobos, fin janvier 1543. Elles sont inscrites sur les cartes sous le nom de Los Arrecifes (« les récifs » en espagnol). À la fin du dix-septième siècle, un groupe de marins des îles Carolines font naufrage sur Samar, à Guiuan, et ils y rencontrent le missionnaire jésuite tchèque Pablo Clain. Les marins lui montrent la localisation approximative des îles et estiment leur taille, et il se sert de ces informations pour créer la première carte européenne de la zone des Palaos.
En 1885, les Espagnols prennent le contrôle administratif de l'archipel. Les Espagnols ne cherchent pas à développer l'île, se contentant d'établir des missions catholiques sur les îles de Koror et Melekeok ; ces missions d'évangélisation et d'alphabétisation sont menées par des Frères mineurs capucins.
En 1898, l'Espagne perd la guerre hispano-américaine et avec elle, la possession des Philippines. Elle vend l'archipel des Palaos à l'Allemagne dans le contexte du traité germano-espagnol et sont intégrées à la Nouvelle-Guinée allemande,.

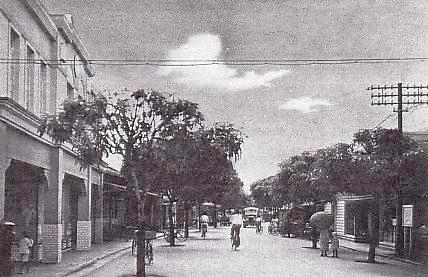
Koror sous l'occupation japonaise.

La guerre sino-japonaise de 1894-1895 et celle russo-japonaise de 1905, victorieuses, donnent au Japon une nouvelle puissance. Le Japon active l'alliance anglo-japonaise et déclare la guerre à l'Allemagne le 23 août 1914,. Les prétentions du Japon sur la Micronésie sont reconnues lors du traité de Versailles en 1919 et l'Empire obtient de la nouvelle Société des Nations un mandat C, peu contraignant en obligations envers les populations, qui l'autorise à administrer la zone comme une partie intégrante de son territoire. En 1938, on compte environ 15 000 Japonais et 6 000 Paluans aux Palaos et Koror, la capitale coloniale, est une ville japonaise classique.

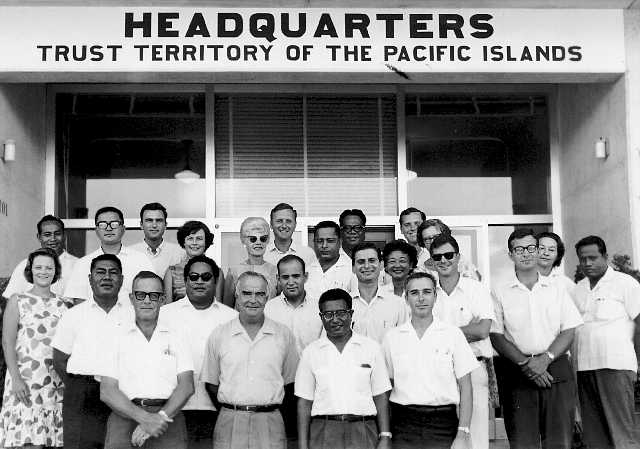
Personnel du Territoire sous tutelle des îles du Pacifique, années 1960.

Les États-Unis administrent les Palaos à partir du 18 juillet 1947 dans le cadre du territoire sous tutelle des îles du Pacifique confié par un mandat des Nations unies. L'ONU désigne cette curatelle comme stratégique, ce qui permet aux États-Unis d'aménager des installations militaires. En retour, ils doivent promouvoir le développement politique, économique, social et éducatif des populations locales. Ils doivent également favoriser le développement d'institutions politiques devant aboutir à l'autonomie gouvernementale voire à l'indépendance.
En 1978 et 1979, des référendums aboutissent à une évolution différente des districts du territoire sous tutelle. Quatre des six districts forment un État fédéral qui devient les États fédérés de Micronésie en 1990 tandis que les îles Marshall et les Palaos choisissent une indépendance séparée.
Aux Palaos, une constitution est élaborée pour entrer en vigueur le 1er janvier 1981. L'année suivante, le pays signe un Traité de libre-association avec les États-Unis. Après sept référendums ratés, le traité et la constitution ne sont votés avec succès qu'en 1993. La nouvelle constitution entre en vigueur le 1er octobre 1994, marquant la fin de la tutelle et l'indépendance effective du pays.

## Politique
Le pouvoir législatif est investi dans le Congrès national des Palaos, aussi appelé en paluan Olbiil Era Kelulau (OEK) (ce qui signifie la « Maison des décisions murmurées »). Ce parlement consiste en deux chambres qui siègent pendant quatre ans. La Chambre des délégués comporte seize membres, un pour chaque État des Palaos tandis que le Sénat est composé de neuf sénateurs qui sont élus en fonction de la population de chaque État.
Le pouvoir exécutif des Palaos consiste en un président, un vice-président et un conseil des chefs. Pour les aider dans leurs fonctions, ils disposent des ministres et de l'administration. Le vice-président détient également un des portefeuilles ministériels.
Le conseil des chefs est composé par un des chefs coutumiers de chacun des seize États. Cette assemblée conseille le président au sujet du droit coutumier en relation avec la constitution et les lois. En plus de cela, le système d'organisation social est un matriarcat : il n'est pas possible de transférer des terres sans l'accord des femmes.
La constitution donne le plus haut pouvoir judiciaire à la cour suprême qui a sous sa juridiction la cour nationale. Le gouvernement constitutionnel des Palaos a été établi le 1er janvier 1981 avec le premier parlement de 1981 à 1984. Le huitième parlement a été élu en novembre 2008.
La capitale depuis l'indépendance en 1994 était la plus grande ville du pays, Koror mais elle a été déplacée à Melekeok,, plus précisément dans le hameau de Ngerulmud, dans l'État de Melekeok, le 7 octobre 2006 dans le but de mieux redistribuer la puissance politique entre les différents États.

La cheffe coutumière Gabriela Ngirmang a joué un rôle déterminant dans la création, en 1979, de la première constitution au monde bannissant les armes nucléaires,.

« Tout accord autorisant l’utilisation, l’essai, le stockage ou l’élimination d’armes nucléaires, chimiques toxiques, gazeuses ou biologiques destinées à être utilisées en temps de guerre nécessite l’approbation d’au moins les trois quarts (3/4) des voix exprimées lors [d'un] référendum. »

— Article II, section 3 de la Constitution
Au nom du peuple des Palaos, le grand chef coutumier Ibedul Gibbons est récipiendaire du prix Nobel alternatif en 1983, « pour avoir défendu le droit démocratique et constitutionnel de leur île à rester dénucléarisée. »
La république de Palaos a signé le Traité sur l'interdiction des armes nucléaires de l'Organisation des Nations unies le 20 septembre 2017 et l'a ratifié le 3 mai 2018.

## Tourisme
Les Palaos ont reçu 85 000 touristes en 2010. Seules 9 plages sont ouvertes aux touristes, afin de préserver les sites naturels.

## Sports

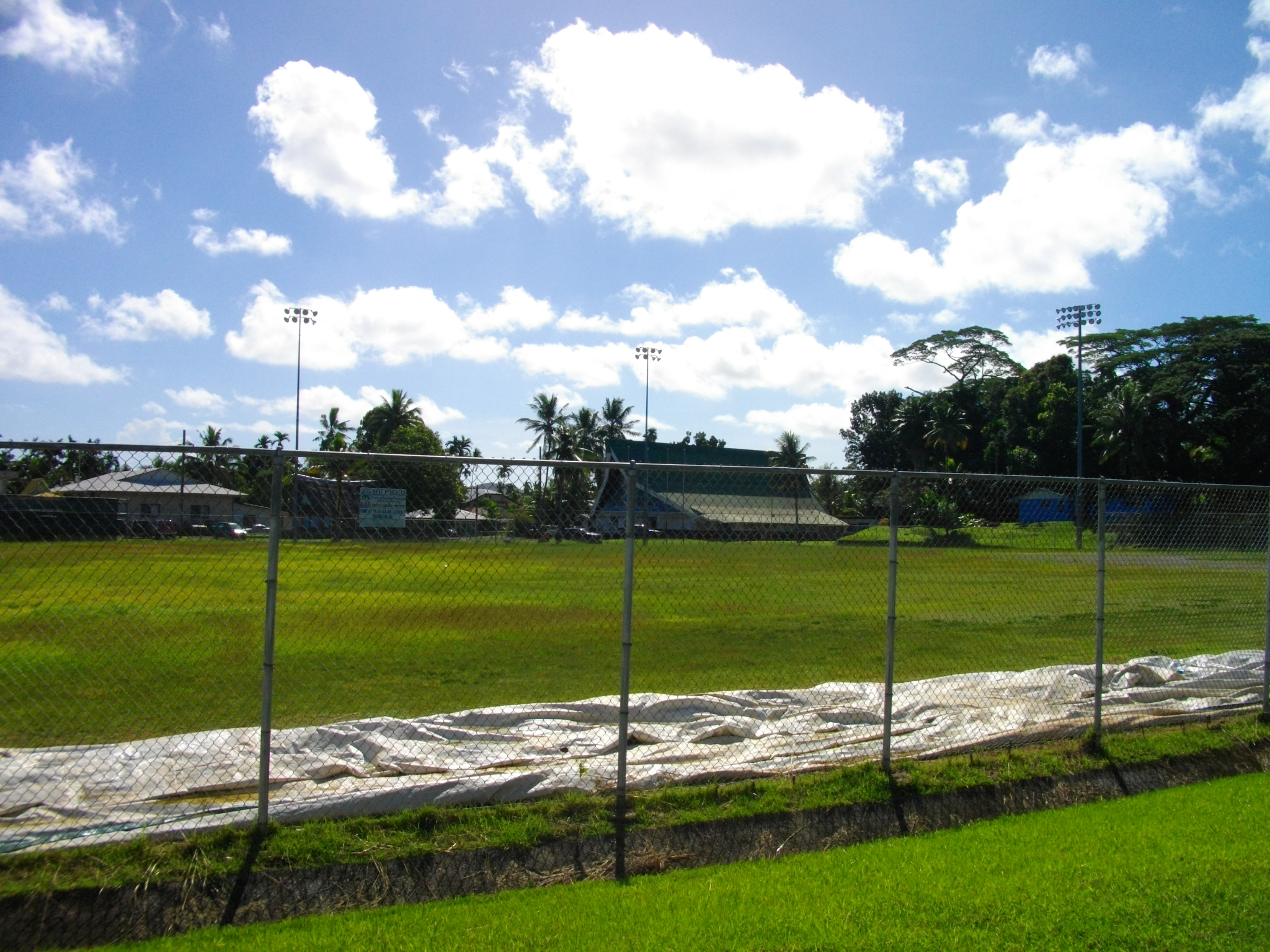
Asahi Field

On peut y pratiquer de la plongée sous-marine sportive à Blue Corner, où patrouillent des requins gris, des barracudas et une kyrielle de poissons de récif, ou de la plongée profonde à Peleliu Express et son dédale de tombants piquant vers les abysses.
Les Palaos disposent d'une équipe nationale de football. Elle n'est pas membre de la FIFA, mais est membre associé de l'OFC. Elle ne participe pas aux grands tournois internationaux. En revanche, elle participe aux Jeux du Pacifique et de la Micronésie. Elle est contrôlée par la Fédération des Palaos de football. Son actuel capitaine est l'attaquant Kirian Nepawok.

## Démographie
Ce pays se caractérise notamment par sa faible population. En effet, les Palaos ne comptaient que 21 186 habitants en 2014. Melekeok est la capitale la moins peuplée du monde, avec 271 habitants seulement en 2005. La densité de population s'élève à 46 habitants par kilomètre carré.
La population se compose essentiellement de Micronésiens, d'Asiatiques (notamment des Philippins et Chinois) et de Blancs.
Beaucoup de Palaois sont catholiques (41,6 %), les autres protestants (23,3 %) dont Adventistes (5,3 %).

## Langues
Les deux langues officielles de la république de Palaos sont le paluan et l'anglais. Ce sont les deux langues les plus parlées des îles. Régionalement, le sonsorolais est la langue officielle de l'État de Sonsorol, le tobi celle de Hatohobei et l'État d'Angaur a comme langues officielles le paluan, l'anglais et le japonais. Angaur est le seul endroit au monde où le japonais est une langue officielle de jure, la langue étant officielle seulement de facto au Japon.
Le paluan appartient à la branche malayo-polynésienne occidentale des langues austronésiennes comme le chamorro ou les langues des Philippines. Il est donc plus proche des langues des Philippines que des autres langues de la Micronésie et de l'Océanie en général.
Ces similitudes des langues ont été à la base de la théorie du peuplement des Palaos via les Philippines et l'Insulinde plutôt que par le reste de la Micronésie ou la Mélanésie.
Jadis parlé par l'élite de l’île, du temps de la colonisation espagnole, soit avant 1899, l'espagnol a aujourd'hui presque disparu et semble être exclusivement parlé par une minorité de religieux catholiques[réf. souhaitée]. On retrouve cependant des traces de l'espagnol dans le paluan, comme dans les autres langues des Philippines, comme le tagalog et le filipino, du fait des nombreuses années de colonisation espagnole.

## Culture

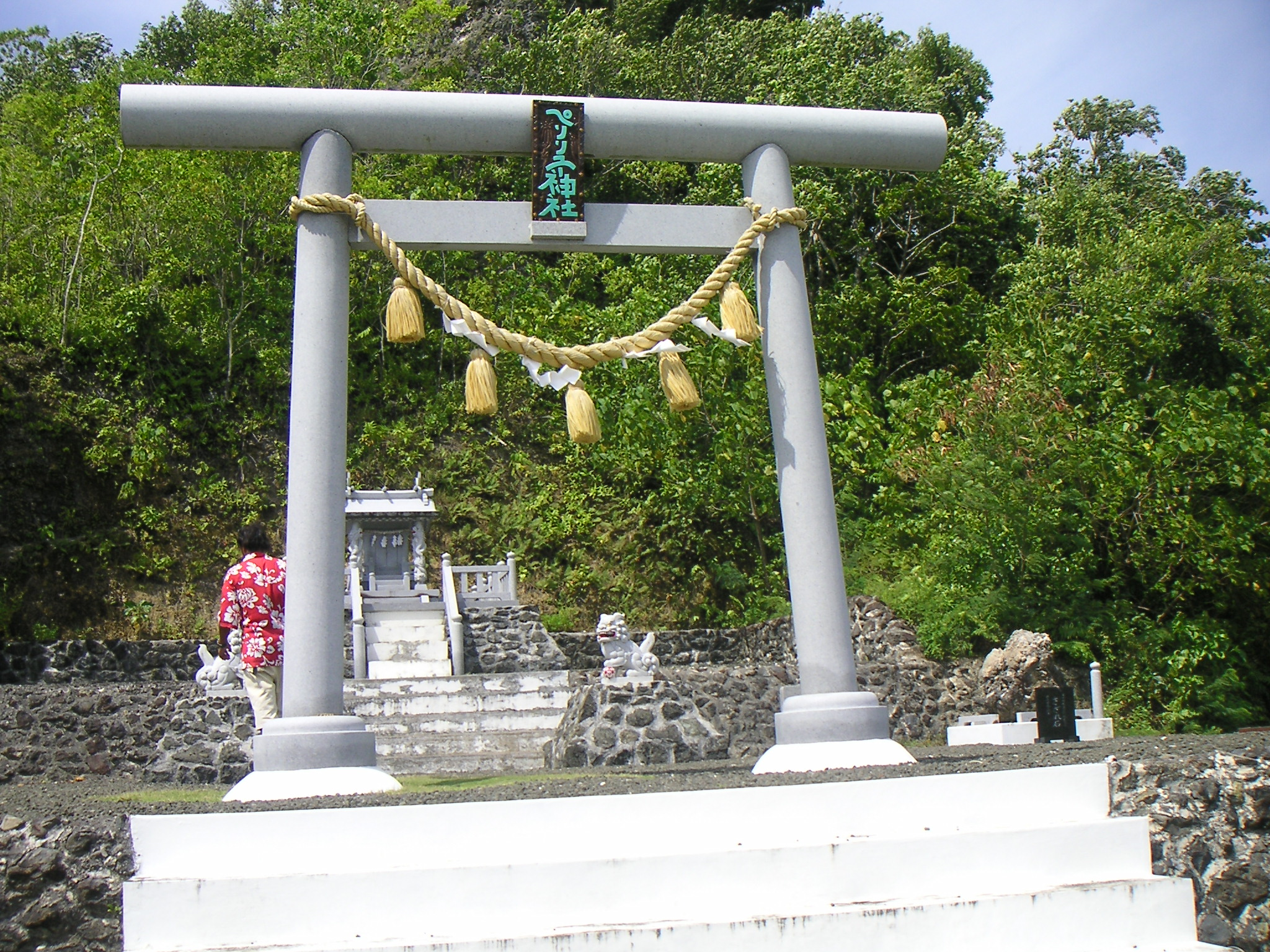
Torii à l'entrée d'un sanctuaire à Peleliu.

Le peintre expressionniste allemand Max Pechstein y séjourne avec son épouse en 1913-1914.
Valentine Namio Sengebau (1941-2000), écrivain, est originaire de l'atoll.